# Escola diurna
Uma escola diurna — ao contrário de um internato — é uma instituição educacional em que crianças e adolescentes recebem instruções durante o dia, após o que os estudantes retornam às suas casas. Uma escola diurna programas integrais (quando comparados aos programas pós-aula).
Uma escola de um dia é uma série única de palestras ou aulas, que acontecem em um único dia, geralmente sobre um tópico específico e geralmente direcionadas a alunos adultos com pouco tempo de sobra.